# NGC 5878
NGC 5878 est une galaxie spirale située dans la constellation de la Balance. Sa vitesse par rapport au fond diffus cosmologique est de 2 178 ± 13 km/s, ce qui correspond à une distance de Hubble de 32,1 ± 2,3 Mpc (∼105 millions d'al). NGC 5878 a été découverte par l'astronome germano-britannique William Herschel en 1788.
La classe de luminosité de NGC 5878 est II et elle présente une large raie HI.
À ce jour, 19 mesures non basées sur le décalage vers le rouge (redshift) donnent une distance de 30,537 ± 2,691 Mpc (∼99,6 millions d'al), ce qui est à l'intérieur des valeurs de la distance de Hubble.

## Supernova
La supernova SN 1988H a été découverte dans NGC 5878 le 3 mars 1988 par le cosmologiste américain Saul Perlmutter et l'astrophysicien Carlton R. Pennypacker de l'université de Californie à Berkeley. Cette supernova était de type II.